# Gere (uradelssläkt)
Gere var en uradelssläkt från östra Danmark, som är känd från 1300-talet och vilken troligen härstammar från den jutiska släkten Brok (av Gammel Estrup). Gere på danska betyder kil och släktnamnet har skapats av släktforskare efter kilen i vapenskölden. Det är tveksamt om släkten själv har använt namnet Gere. Det finns tre släktet är tre linjer kända, vars samband inte kan påvisas. Den första bosatte sig i Själland, de andra två uteslutande i Skåne och Halland.
Gere förekom i tre släktgrenar:
- Paddeborg (Sparresholm sedan 1609) på Själland.
- Gisleberga, Norrvidinge socken i Skåne.
- Sörby socken i Skåne (tidigare: Jordberga linjen) störst.

Vapen
Vapnet anges i det danska adelslexikonet under namnet Gere som en blå spets på ett silverfält (likt släkten Broks) och på hjälmen en kvast med fem växelvis vita och blå strutsfjädrar, men under namnet Most som en silverspets på en delad sköld med en svart och en röd halva. På hjälmen har två av färgerna i skölden delade horn, vilket är en antagande, eftersom släktens sigill bara visar dryckeshorn som hjälmtecken.

## Historia
Under medeltiden blomstrade släkten Gere i Danmark. I Sverige förekom samtidigt släkten Gera. Båda släkterna bar relativt lika vapen och det har därför antagits båda grenarna härstammar från samma släkt, den jutiska släkten Brok, eller Brock (av Gl. Estrup), som förde en vapensköld lika med Geresläkten.
Namnet Gere har även använts av några medlemmar av släkten Most, som först antog det som förnamn och senare som släktnamn.
Släkten dog ut 1588 på svärdssidan med Felix Jensen.
Sätesgårdar inom ätten
De olika Gere släktgrenarna har haft ett flertal sätesgårdar i Skåne och på Själland. En av de betydelsefulla sätesgårdarna under 1300-talet var Jordberga gods beläget nära Källstorp i Källstorps socken i Skåne.
På Själland innehade släkten Paddeborg gods beläget i Toksværd socken. Ove Pedersen Gere står som innehavare av Paddeborg mellan 1334 och 1355. Efter honom ärvde sönerna Niels, Eggert, Jacob och Henrik godset. Jacob Ovesen Gere skänkte 1399 sin andel till benediktinerklostret Skovkloster i Næstved. Henrik Ovesen Gere skiftar 1398 och 1403 sin andel i godset med biskopen Peder.
Den skånske väpnaren Jon Jenssøn (Gere) av Gisleberga (Onsjö härad) fick överlåtit Nyköpinghus efter Albrekt av Mecklenburg Stycke (Karlskroniken (Rimkrönikor) 

## Medlemmar ur släkten
- Erland Lakæ (Gere) hörde hemma i Gynge härad.
- Niels Erlandsen (Gere) af Jordbjerg var canonicus och kantor i Lund fram till sin död den 1 april 1372.
- Steen Felixsen (Gere) till Maglö, beläget i Norra Mellby socken, var ogift och hovjunkare 1567-73. På hans gravsten i Lunds domkyrka finns återgivna åtta förfäders vapen: Gere, Brown, Hollunger, (slitna) Laxmand, Skalder, Ribbing och Bulle.